# Sachsenbad

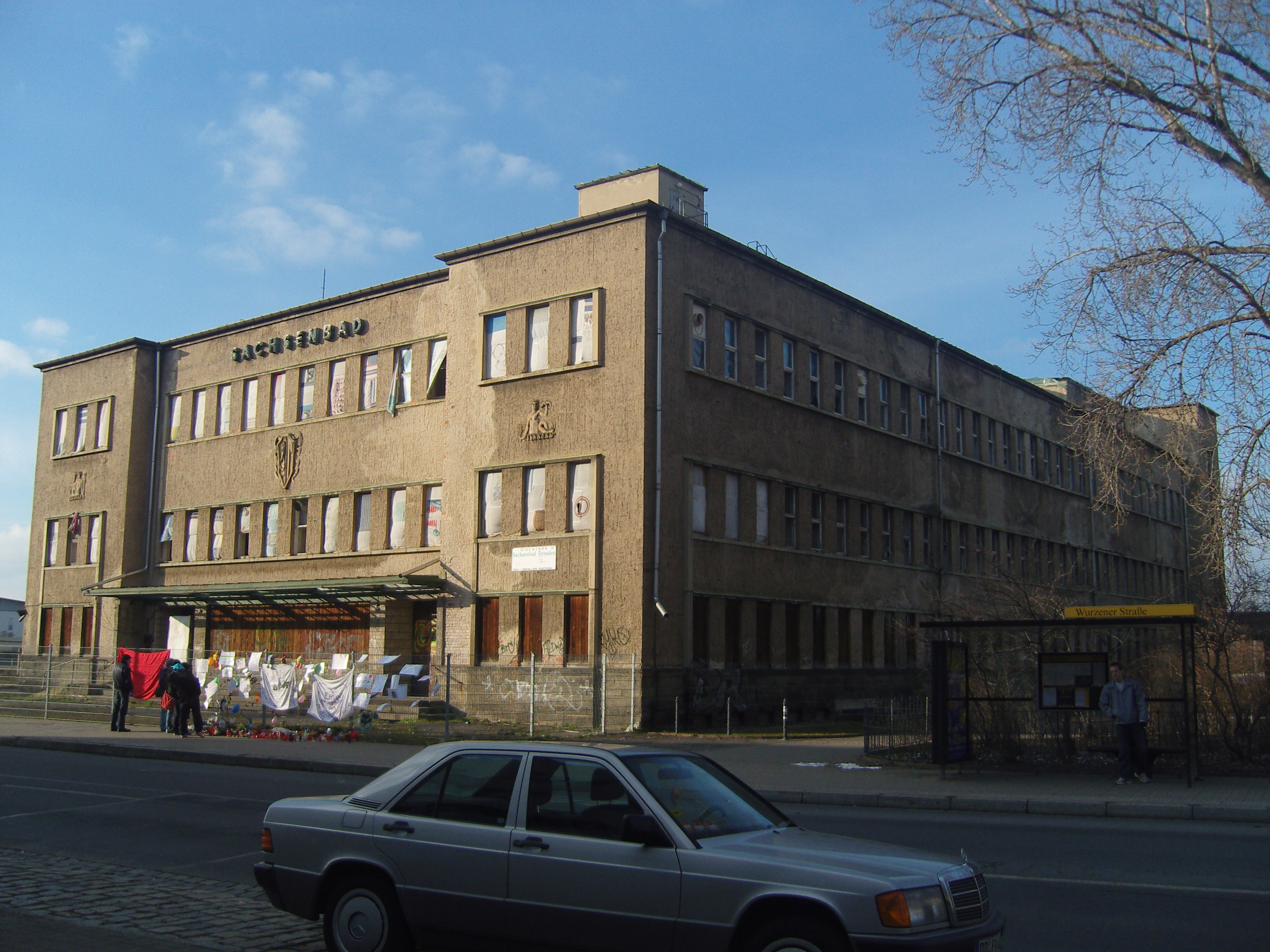
Sachsenbad, Zustand 2011

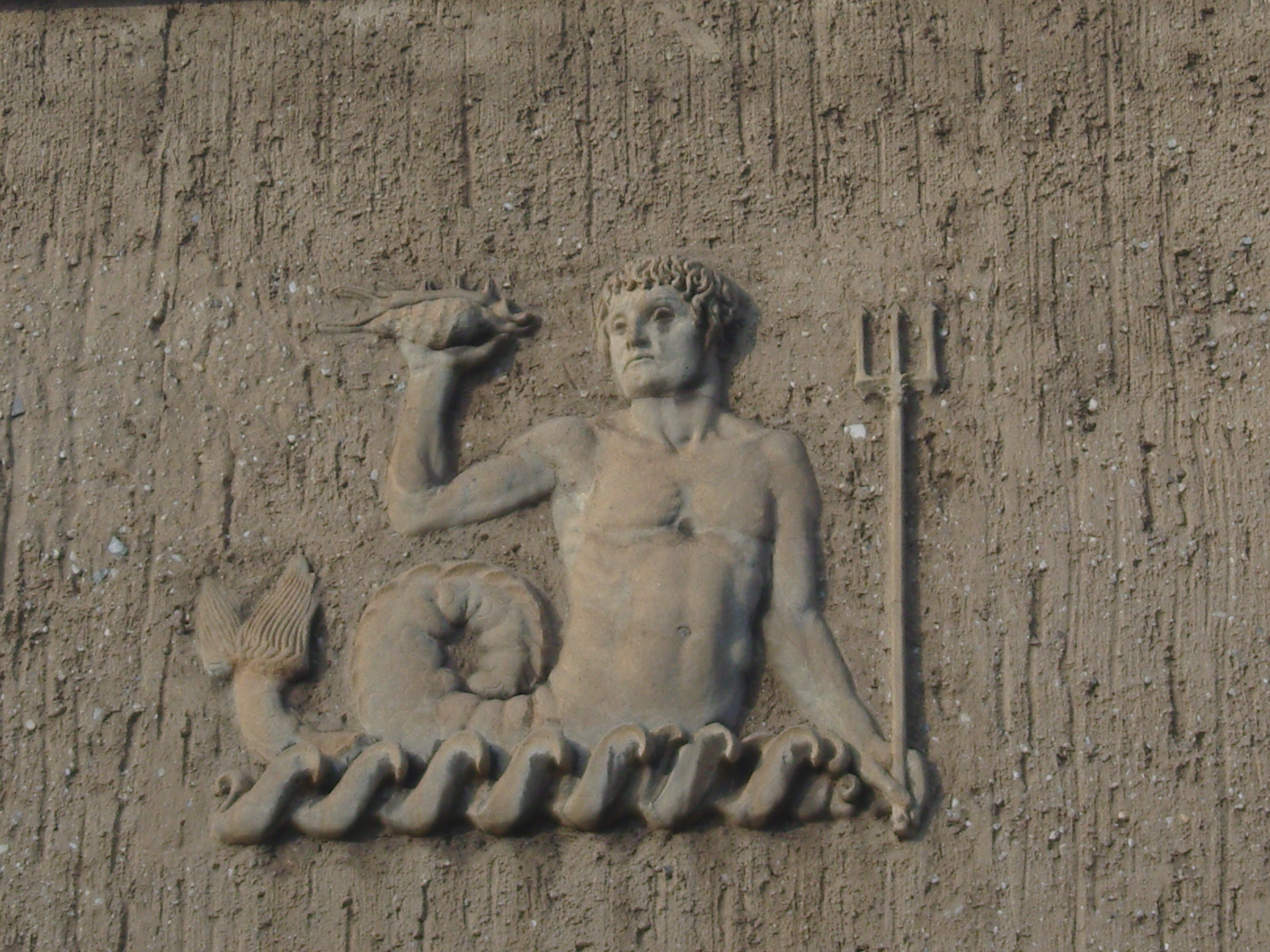
Wassermann an der Frontseite

Das Sachsenbad ist eine ehemalige Schwimmhalle und Badeanstalt auf der Wurzener Straße 18 im Dresdner Stadtteil Pieschen.
Das Gebäude wurde in den Jahren 1928/1929 von Paul Wolf erbaut. Dieser hatte 1922 die Nachfolge von Hans Erlwein und Hans Poelzig als Stadtbaurat übernommen. Das Sachsenbad gilt als „bemerkenswertes Beispiel des Neuen Bauens“. Ganz im Stil des Neuen Bauens sind die „schmucklosen Putzfassaden … mit den gleichförmigen Fensterreihen und flachen Dächern“ gestaltet worden. Reliefs von Gustav Bach, wie Wassernixe mit Fisch, zieren den quaderförmigen Körper mit seinen gleichförmigen Fensterreihen. Eine stählerne Satteldachkonstruktion trägt die gestaffelten Ausbauten. Links und rechts vom Haupteingang sind leicht vorspringende Seitenflügel zu sehen. Auf der Rückseite befindet sich ein auf Säulen gestützter Querriegel mit Terrasse. Diese sollte den Übergang zu einem Freibad bilden, das nie gebaut wurde.
Im Erdgeschoss befanden sich ein Römisches Bad und ein Dampfbad. Außerdem Massage- und Ruheräume sowie ein 25 Meter langes und 11 Meter breites Schwimmbecken. Von einer Galerie aus konnten Zuschauer Wettkämpfe ansehen. Im zweiten Obergeschoss lagen die Wannen-, Brause- und Kurbäder, im Dachgeschoss ein großer Gymnastiksaal. Das Hallenbad verfügte über fußbodenbeheizte Säle und ein Restaurant.
Die zweigeschossige Schwimmhalle wurde als Kernstück eines größeren Gebäudekomplexes erbaut. Dieser ehemalige „Sportpark“ oder Sportforum sollte aus Hallenbad, Freiluftbecken, Wohn- und Bibliotheksgebäuden bestehen. Realisiert wurde nur ein Teil des Bauvorhabens. Trotzdem gilt das Ensemble zwischen Wurzener und Rehefelder Straße heute als einer der wenigen Räume neusachlichen Bauens in Dresden.
Im Sachsenbad wurden neben Fitness, Kraftsport, Gymnastik und Ballsport auch kulturelle Veranstaltungen wie verschiedene Kurse, Lesungen und Ausstellungen angeboten.
Das Bad wurde 1994 geschlossen, weil es saniert werden sollte. Diese Sanierung fand aber nie statt. Auch viele weitere Versuche scheiterten. Das denkmalgeschützte Gebäude ist seitdem dem Verfall preisgegeben. 2021 wurde das Bad und das 5590 Quadratmeter große Grundstück für 1,04 Millionen Euro an die Montis Real Estate Berlin GmbH verkauft. Zuvor hatte im Dresdner Stadtrat ein Antrag zum Verbleib des Bades in städtischer Hand mit 34:34 Stimmen keine Mehrheit gefunden. Der Käufer war als einziger Bieter übrig geblieben und plant „eine Kombination aus modernen Arbeitswelten in Form von innovativen Großraumbüros (u.a. für Co-Working, Start-ups und/oder Life-Science-Unternehmen), Gastronomie (von einem Restaurant, einem Cafe- und Barbereich bis hin zu einem Club), sowie einem SPA mit Panoramasauna und einem großen Yoga-Studio“. Damit wäre das Schwimmen im Sachsenbad nicht mehr möglich. Der Stadtrat beschloss, einen Schwimmhallenneubau zu prüfen.